# Friedrich Sturm (Kupferstecher)

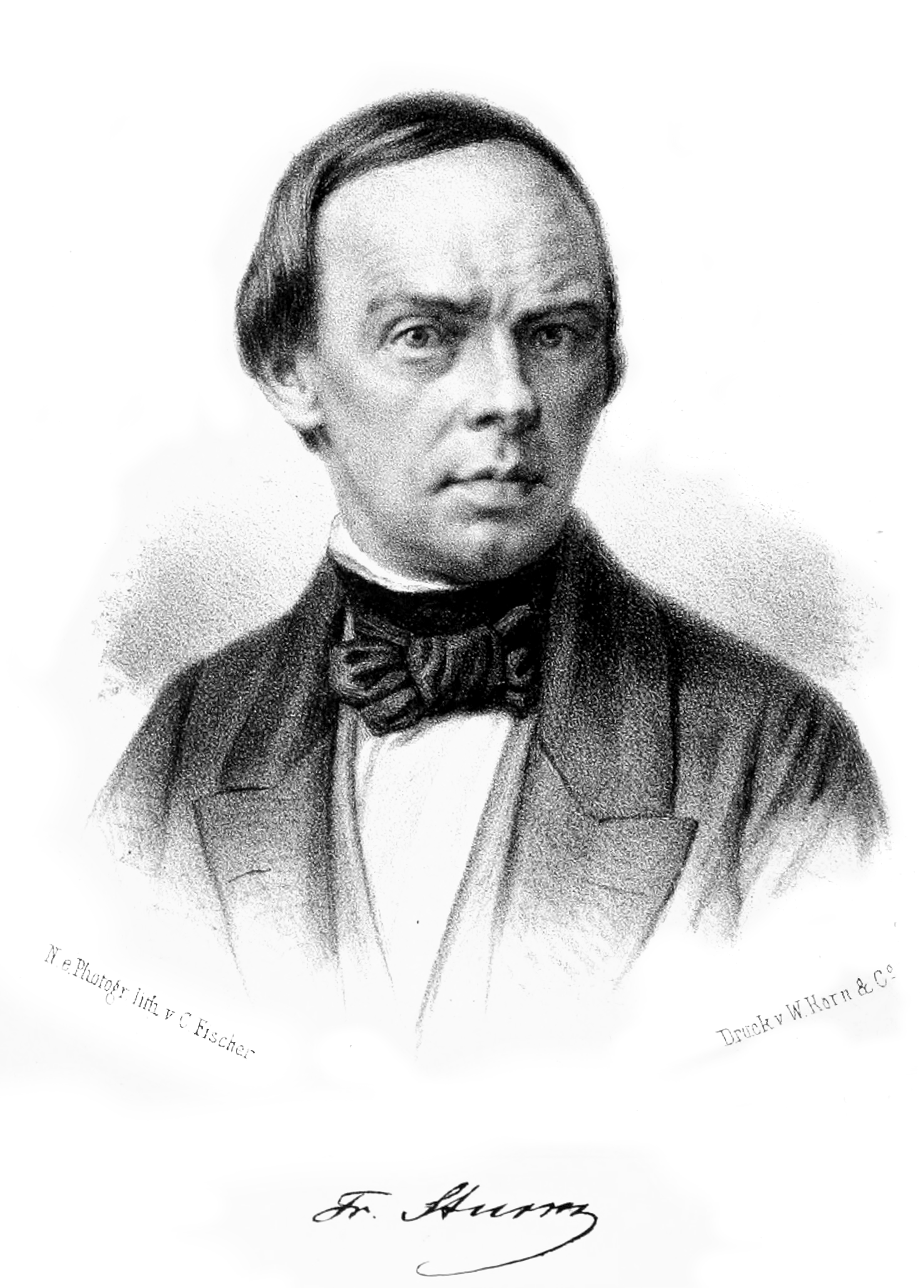
Johann Heinrich Christian Friedrich Sturm

Johann Heinrich Christian Friedrich Sturm (* 6. Februar 1805 in Nürnberg; † 24. Januar 1862 ebenda) war ein deutscher Kupferstecher und Ornithologe.

## Leben und Wirken
Sturm war der ältere Sohn des Kupferstechers Jacob Sturm und dessen Frau Christine Albertine Wilhelmine (geborene Wagner, ⚭ 1794, † 1832). Anfangs wurde er vom Vater unterrichtet und wurde dann von 1820 bis 1828 als Schüler der Nürnberger Kunstschule. Er verstand sich auch auf die Porträtmalerei übte jedoch, wie sein Vater, den Beruf des Kupferstechers aus. Sein jüngerer Bruder war der Ornithologe, Kupferstecher und Botaniker Johann Wilhelm Sturm. Die Brüder unterstützten den Vater besonders bei der Arbeit zu Stichen der in Deutschland vorkommenden Flora und Fauna, jeder nach seinem Spezialgebiet. So half er dem Vater bei der Erstellung des Werkes zu Deutschlands Fauna, da er sich insbesondere den entomologischen Studien widmete, während sein Bruder sich der Fortführung des vom Vater begonnenen Werkes Deutschlands Flora widmete. 1826 begleitete er Professor Dr. Wagner nach München und 1832 kam er auf Einladung des Herzogs Paul von Württemberg nach Mergentheim. Am 5. Februar 1837 gründete er einen eigenen Hausstand und heiratete Anna Margaretha Luise (geborene Zwinger). Die beiden Töchter der Familie starben im Alter von einem und 16 Jahren.
Weitere Aufgabengebiete Sturms waren die künstlerische Darstellung der von Johann Friedrich Naumann veröffentlichten Naturgeschichte der Vögel Deutschlands sowie 1841 30 Tafeln für das Bilderwerk der Ramphastiden.
Sturm verstarb kurz vor Vollendung seines 57. Lebensjahres.

## Mitgliedschaften
Am 20. September 1848 wurde ihm in Anerkennung seiner Arbeit von der Akademie zu Gettysburg in Pennsylvania die philosophische Doktorwürde honoris causa erteilt. Als Naturhistoriker gehörte er, wie bereits vorher sein Vater schon, seit 1851 der Deutschen Akademie der Naturforscher Leopoldina an. Er war Ehrenmitglied in folgenden Gesellschaften
- Kaiserlich Leopoldinisch-Carolinischen Akademie der Naturforscher (Leopoldina)
- Kaiserliche Gesellschaft der Naturforscher zu Moskau
- General Union Philosophical Society of Dickinson College zu Carlisle in Pennsylvania
- Entomologischer Verein zu Stettin
- Wetterauische Gesellschaft für die gesamte Naturkunde zu Hanau
- Zoologisch-mineralogischer Verein zu Regensburg
- Siebenbürgischer Verein für Naturwissenschaft in Hermannstadt
- Naturforschende Gesellschaft „Isis“ zu Dresden
- Deutsche Ornithologen-Gesellschaft
- Naturforschenden Gesellschaft zu Bamberg.